# Josua Maaler
Josua Maaler, příjmení psáno také Maler či Mahler, (15. června 1529 Curych – 5. června 1599 Glattfelden) byl švýcarský farář a lexikograf. Je autorem prvního slovníku zaměřeného výhradně na němčinu.

## Životopis
Josua Maaler se narodil roku 1529 v Curychu. Otec Balthasar Maaler byl knihař původem z Villingenu, který se v Curychu v roce 1524 usadil; matka Küngolt von Grafeneck byla před reformací abatyše z Königsfeldenu. Josua studoval teologii v Curychu, Lausanne a Oxfordu. Dne 4. března 1552 se stal farářem v curyšské čtvrti Witikon. Roku 1553 přesídlil do Elggu, kde sepsal svůj německý slovník Die Teütsch Spraach. V roce 1571 se stal farářem v Bischofszellu a roku 1582 nastoupil na faru ve Winterthuru, kde se zasloužil o modernizaci školství, zejména tamní dívčí školy. V roce 1598 se přestěhoval do Glattfeldenu, kde o rok později zemřel.

## Dílo
Maalerův slovník Die Teütsch spraach, vydaný roku 1561 v Curychu, je prvním velkým německým slovníkem, který jako základu pro lemmatizaci důsledně využívá německého jazyka. Podobné práce už sice existovaly – Petrus Dasypodius vydal v roce 1536 Dictionarium Latinogermanicum, Johannes Fries pak roku 1556 Novum Dictionariolum puerorum Latinogermanicum, slovníky s německo-latinskou částí. Maalerovo dílo čítající 1071 stran bylo však výrazně obsáhlejší a jako první se zaměřilo primárně na němčinu, ne na latinu, na což poukazuje i část podtitulu dergleychen bishär nie gesähen („dosud nikdy neviděno“).
Na rozdíl od Friese, jenž záměrně uvedl jednak regionální švýcarské, jednak nešvýcarské spisovné jazyky, se Maaler ve slovníku zaměřil čistě na hornoněmeckou, respektive švýcarskou jazykovou oblast, jak je patrné i z latinské části názvu Linguæ Teutonicæ, superioris praesertim, thesaurus („tezaurus německého jazyka, obzvlášť hornoněmeckého“) a úvodu díla Germaniæ linguæ dictiones, à superioribus Germanis et Heluetijs usurpatæ („výrazy německého jazyka, jak je používají horní Němci a Švýcaři“).
Die Teütsch spraach je v podstatě přeuspořádáním latinsko-německého slovníku Dictionarium Latino-Germanicum od Johanna Friese, který ve své práci vycházel z latinsko-francouzského slovníku Dictionarium seu Linguae Latinae Thesaurus od Roberta Estienna. Patrný je i vliv díla Konrada Gessnera. Za vznikem slovníku stála humanistická myšlenka ctít vlastenenecký jazyk, dílo je proto důležitým historickým svědectvím. Autor sám přitom dílu nepřikládal velký význam – ve své autobiografii ho vůbec nezmínil, a z předmluvy je patrné, že ho sepsal zejména na popud Christropha Froschauera, Konrada Gessnera a Johanna Friese.

## Odkaz
Slovník Die Teütsch spraach se nedočkal nového vydání, ani dotisku. Není jasné, zda je to kvůli jeho podobnosti s dílem Friese a Estienna, či přílišnému jazykovému zaměření na Švýcarsko. Jistý je však jeho vliv na pozdější německou a současnou nizozemskou lexikografii. Z německých lexikografů dílo analyzoval zejména Kaspar Stieler, v menší míře Johann Leonhard Frisch a pravděpodobně také Justus Georg Schottel; v Nizozemsku ho využil Cornelius Kiliaan.
Nejzásadnější roli hrál Maalerův slovník při vzniku prvního významného nizozemského slovníku, trojjazyčného Thesaurus Theutonicae linguae z roku 1573, jehož byl předlohou a hlavním zdrojem.

## Dílo
- Die Teütsch spraach. Alle wörter, namen und arten zuo reden in Hochteütscher spraach, dem ABC nach ordenlich gestellt unnd mit guotem Latein gantz fleissig unnd eigentlich vertolmetscht, dergleychen bißhär nie gesähen / Dictionarium germanicolatinum novum. Hoc est, Linguae Teutonicae, superioris praesertim, thesaurus / durch Josua Maaler, Burger zuo Zürich = a Iosua Pictorio Tigurino confectus & in lucem nunc primum editus., Curych 1561